# Androsace bidentata
Androsace bidentata là một loài thực vật có hoa trong họ Anh thảo. Loài này được K.Koch mô tả khoa học đầu tiên năm 1850.